# ۸۵۱ (میلادی)
۸۵۱ (میلادی) هشتصد و پنجاه و یکمین سال تقویم میلادی است.

## درگذشتگان
‎